# パブロ・ロドリゲス
パブロ・ロドリゲス・デルガド（Pablo Rodríguez Delgado、2001年8月4日 - ）は、スペイン・カナリア諸島州ラス・パルマス・デ・グラン・カナリア出身のサッカー選手。セリエA・USレッチェ所属。ポジションはFW。

## クラブ経歴
カナリア諸島州のラス・パルマス・デ・グラン・カナリアに生まれ、2011年に地元クラブのUDラス・パルマスのカンテラに入団した。2016年、スペイン本土のに渡り、レアル・マドリードのカンテラに移籍。2019-20シーズンにBチームにあたるレアル・マドリード・カスティージャへと昇格したが、リーグ戦11試合2得点に終わった。
2020年9月30日、USレッチェに移籍し、4年契約を交わした